# 289021 Juzeliunas
289021 Juzeliunas este un asteroid din centura principală de asteroizi.

## Descriere
289021 Juzeliunas este un asteroid din centura principală de asteroizi. A fost descoperit pe 12 octombrie 2004 la Moletai de Kazimieras Černis și Justas Zdanavičius. Asteroidul prezintă o orbită caracterizată de o semiaxă mare de 3,16 ua, o excentricitate de 0,10 și o înclinație de 9,5° în raport cu ecliptica.